# The Rutles Archaeology
The Rutles Archaeology è un album dei The Rutles. Come l'album precedente, contiene delle parodie di alcune canzoni dei Beatles.
Tre dei quattro musicisti della band - Innes, Halsey e Faatar - si riunirono nel 1996 e registrarono un secondo album, Archaeology, una parodia dell'album The Beatles Anthology. Il quarto "vero" Rutle, Ollie Halsall, era morto in Spagna nel 1992. Eric Idle venne invitato a partecipare, ma rifiutò.
Come il progetto dell'Anthology dei Beatles qui satirizzato, l'album comprende tracce apparentemente appartenenti a tutti i periodi della carriera dei Rutles, in sequenza per riflettere la cronologia della fittizia band. La riunione fu propiziata da George Harrison che incoraggiò i Pre-Fab Four a proseguire nel progetto.
La riunione fu innescata dall'apparizione di Innes al festival di Los Angeles "Monty Python: Lust For Glory!", la celebrazione del venticinquesimo anniversario dei Monty Python prodotto da Martin Lewis. Innes si esibì in due concerti al Troubadour Club sotto il nome di "Ron Nasty & The New Rutles".
Dopo il successo dei due show, Lewis e Innes collaborarono al progetto che diventò Archaeology.

## Tracce
1. Major Happy's Up-And-Coming Once Upon a Good Time Band - 2:19 (parodia di Sgt. Pepper's Lonely Hearts Club Band)
2. Rendezvous - 2:06 (parodia di With a Little Help from My Friends)
3. Questionnaire - 2:41 (parodia di The Fool on the Hill)
4. We've Arrived! (And to Prove It We're Here) - 2:09 (parodia di Back in the U.S.S.R., Revolution 9)
5. Lonely-Phobia - 2:35 (parodia di Things We Said Today)
6. Unfinished Words - 2:08
7. Hey Mister! - 3:18 (parodia di I Me Mine, Helter Skelter)
8. Easy Listening - 2:09 (parodia di What Goes On)
9. Now She's Left You - 2:03
10. The Knicker Elastic King - 2:39 (parodia di Getting Better)
11. I Love You - 2:18 (parodia di And I Love Her, Till There Was You)
12. Eine Kleine Middle Klasse Musik - 4:24 (parodia di Come Together)
13. Joe Public - 4:03 (parodia di Tomorrow Never Knows, Rain)
14. Shangri-La - 7:43 (parodia di A Day in the Life, Being for the Benefit of Mr. Kite!, Hey Jude, con delle mini pastiche di For No One, I Am the Walrus, Magical Mystery Tour, Yellow Submarine, All You Need Is Love)
15. Don't Know Why - 3:44 (parodia di Free as a Bird)
16. Back In '64 - 3:14 (parodia di When I'm Sixty-Four)

### Versioni alternative e ri-pubblicazione
Archaeology/Virgin Records America/Vinyl L.P./U.K. release/7243-8-42200-1-3-VUSLP 119

La versione americana in vinile contiene:
- Le stesse tracce della pubblicazione originale in CD.
- Una busta interna con due foto dei Rutles e i crediti dell'album, ma non i testi.
- Il CD contiene un libretto con foto e testi delle canzoni.
- La foto con i Rutles che dormono è una parodia della copertina dell'album Sleeping with the Past di Elton John.

Archaeology/Virgin Records/CD/Japanese Version/VJCP-25277

La versione giapponese dell'album contiene:
- Le stesse tracce della pubblicazione originale in CD.
- Quattro tracce bonus: Lullaby, Baby S'il Vous Plait, My Little Ukulele e It's Looking Good.
- Lo stesso libretto della distribuzione in USA e in UK.

Archaeology/EMI Gold/2007/CD/UK only release/0946-3-85349-2-1

La ri-pubblicazione in CD del 2007 contiene:
- Una nuova copertina dell'album.
- Tutte le sedici tracce + Lullaby, Baby S'il Vous Plait, My Little Ukulele e le non pubblicate Under My Skin e Rut-A-Lot.
- Un differente libretto, con una condensata storia dei Rutles.
- Non contiene i testi delle canzoni.